# ヤング・ギフティッド・アンド・ブラック
『ヤング・ギフティッド・アンド・ブラック』（Young, Gifted and Black）は、アレサ・フランクリンが1972年1月に発表したスタジオ・アルバム。

## 背景
タイトル曲は、ニーナ・シモンが「トゥー・ビー・ヤング・ギフティッド・アンド・ブラック」というタイトルで1969年に発表した曲のカヴァー。トム・ダウド、アリフ・マーディン、ジェリー・ウェクスラーの3人が共同プロデューサーとして参加したが、「オー・ミー・オー・マイ」と「ブランド・ニュー・ミー」は、ダウドを除く2人がプロデュースした。レコーディングは1970年8月から1971年2月にかけて行われ、1970年8月19日に録音されたエルトン・ジョンのカヴァー「ボーダー・ソング」は、アルバム完成前の1970年10月27日にシングルとしてリリースされた。
当時のレコーディング・セッションでは、本作に収録された12曲以外にも多くの曲が録音された。サイモン&ガーファンクルのカヴァー「明日に架ける橋」、アシュフォード&シンプソンがマーヴィン・ゲイ&タミー・テレルに提供した曲のカヴァー「You're All I Need to Get By」、ベン・E・キングのカヴァー「スパニッシュ・ハーレム」はシングルとして発表され、1971年9月発表のコンピレーション・アルバム『Aretha's Greatest Hits』に収録された。後にメルバ・ムーアの歌唱で知られるようになる曲「Lean on Me」はシングル「スパニッシュ・ハーレム」のB面に収録された。
また、本作制作時のアウトテイクのうち、エド・エイムズの歌唱で知られる「My Cup Runneth Over」は1970年8月12日に録音され、「I Need a Strong Man (The To-To Song)」とエドナ・マクグリフのカヴァー「Heavenly Father」は1971年2月18日から19日に録音された。これらの曲はいずれも、2007年発表のコンピレーション・アルバム『レア&アンリリースド・レコーディングス』に収録された。
レコーディング終了後、1971年3月19日に「ブランド・ニュー・ミー」がシングル「明日に架ける橋」のB面曲としてリリースされ、10月11日に「ロック・ステディ」をA面、「オー・ミー・オー・マイ」をB面に収録したシングルがリリースされた。そして、1972年1月24日に本作が発表され、その後「デイ・ドリーミング」と「オール・ザ・キングス・ホーシズ」もシングルとしてリリースされた。

## 反響・評価
アメリカではBillboard 200で11位、ビルボードのR&Bアルバム・チャートで2位に達した。また、フランクリンは本作でグラミー賞最優秀女性R&Bボーカル・パフォーマンス賞を受賞した。
VH1が2001年に選出した「100 Greatest Albums」では76位にランク・イン。
『ローリング・ストーン』誌が選んだ「歴代最高のアルバム500選」において388位に選ばれている。

## 収録曲
Side 1
1. オー・ミー・オー・マイ - "Oh Me Oh My (I'm a Fool for You Baby)" (Jim Doris) - 3:42
2. デイ・ドリーミング - "Day Dreaming" (Aretha Franklin) - 4:00
3. ロック・ステディ - "Rock Steady" (A. Franklin) - 3:13
4. ヤング・ギフティッド・アンド・ブラック - "Young, Gifted and Black" (Nina Simone) - 3:34
5. オール・ザ・キングス・ホーシズ - "All the King's Horses" (A. Franklin) - 3:56
6. ブランド・ニュー・ミー - "A Brand New Me" (Theresa Bell, Jerry Butler, Kenny Gamble) - 4:26

Side 2
1. エイプリル・フール - "April Fools" (Burt Bacharach, Hal David) - 3:29
2. アイヴ・ビーン・ラヴィング・ユー・トゥ－・ロング - "I've Been Loving You Too Long" (J. Butler, Otis Redding) - 3:36
3. ファースト・スノウ・イン・ココモ - "First Snow in Kokomo" (A. Franklin) - 4:04
4. ザ・ロング・アンド・ワインディング・ロード - "The Long and Winding Road" (John Lennon, Paul McCartney) - 3:38
5. ディドゥント・アイ - "Didn't I (Blow Your Mind This Time)" (Thom Bell, William Hart) - 3:42
6. ボーダー・ソング - "Border Song (Holy Moses)" (Elton John, Bernie Taupin) - 3:20

## 参加ミュージシャン
- アレサ・フランクリン - ボーカル、ピアノ(#1 - #4, #6, #8 - #12)、チェレスタ(#5)、エレクトリックピアノ(#7)
- ダニー・ハサウェイ - オルガン(#1, #3, #5, #6, #8, #9)、エレクトリックピアノ(#2)
- ビリー・プレストン - オルガン(#4, #10, #12)
- ヒュー・マクラッケン - ギター(#1, #6)
- コーネル・デュプリー - ギター(#2 - #5, #7 - #12)
- ドン・アーノン - アコースティック・ギター(#2)
- エリック・ゲイル - ベース(#1, #6)
- チャック・レイニー - ベース(#2 - #5, #7, #9 - #12)
- ロバート・ポップウェル - ベース(#8)、パーカッション(#3)
- アル・ジャクソン・ジュニア - ドラムス(#1, #6)
- バーナード・パーディ - ドラムス(#2, #3, #5, #7, #8, #11)
- レイ・ルーカス - ドラムス(#4, #10, #12)
- ドクター・ジョン - パーカッション(#3)
- ニール・ローゼンガーデン - ヴィブラフォン(#5)、トランペット(#9)
- ヒューバート・ロウズ - アルト・フルート(#2)、フルート(#7, #11)
- ウェイン・ジャクソン - トランペット(#3, #8)
- アンドリュー・ラヴ - テナー・サックス(#3, #8)
- トム・ダウド - ホーン・アレンジ(#3, #8)
- ザ・スウィート・インスピレーションズ - バッキング・ボーカル(#1, #4, #6, #12)
- キャロリン・フランクリン - バッキング・ボーカル(#2, #3, #5, #8 - #10)
- アーマ・フランクリン - バッキング・ボーカル(#2, #3, #5, #8 - #10)
- マーガレット・ブランチ - バッキング・ボーカル(#2, #3, #5, #7 - #11)
- アン・S・クラーク - バッキング・ボーカル(#2, #3, #5, #7 - #9, #11)
- パット・スミス - バッキング・ボーカル(#2, #3, #5, #7 - #9, #11)
- J.R.ベイリー - バッキング・ボーカル(#12)
- ロナルド・ブライト - バッキング・ボーカル(#12)
- サミー・ターナー - バッキング・ボーカル(#12)
- ジーン・オーロフ - コンサートマスター
- アリフ・マーディン - アレンジ